# Віржіні Грімальді
Віржіні Грімальді (фр. Virginie Grimaldi; нар. 1977, Бордо, Франція) — французька письменниця, блогерка. У 8 років, прочитавши зошит із бабусиними віршами, взялася за написання власних розповідей. У 2009 створила жартівливий блог «Femme Sweet Femme», який відразу став популярним. Це підштовхнуло її до роботи над першим романом. Дебютна книжка День, коли я почала жити вийшла у 2015 році. Також у 2019 письменниця потрапила у ТОП-10 найпопулярніших французьких романістів за кількістю проданих книг.

## Творчість
Перші літературні спроби Віржіні Грімальді розпочалися у 8 років, її надихнули вірші бабусі, які знайшла у старих записниках. З 2009 почала вести жартівливий блог «Femme Sweet Femme» під псевдонімом Джині. Завдяки його популярності Віржіні наважилася взятися за написання дебютної історії. З тих пір у авторки щорічно виходить новий роман.
У 2014 отримала 2 премію «E-crire Aufeminin» від письменниці і громадської діячки Tatiana de Rosnay за новела La peinture sur la bouche.

## «Саме час знову запалити зірки»
Бестселер французької письменниці Віржіні Грімальді — це сентиментальна і зворушлива історія про Анну, яка у часи життєвої кризи приймає зовсім нераціональне рішення. Давно розлучена жінка, втомлена від життя і роботи офіціантки, вирішує їхати з двома доньками на зустріч із північним сяйвом. Інколи подорож це найкраще що може з вами статися у скрутні часи. Інколи спільно проїхана відстань зменшує відчуження між близькими.

## Українські переклади
- Саме час знову запалити зірки (Львів : Видавництво Старого Лева, 2020)
- Аромат щастя найсильніший під час дощу (Львів: Видавництво Старого Лева, 2024)